# Anatolij Kovesnyikov
Anatolij Kovesnyikov (Szeverszk, Szovjetunió, 1973. május 31. –) oroszországi születésű ukrán profi jégkorongozó.

## Pályafutása
Junior pályafutását a Jantar Szeverszkben kezdte. Miután szétesett a Szovjetunió, ő Ukrajnába ment és felvette az ukrán állampolgárságot. Felnőtt pályafutását a Szokil Kijevben kezdte 1992-ben. Ebben az évben játszott az ukrán U-20-as jégkorong-válogatottban a C-csoportos világbajnokságon 4 mérkőzésen. A kijevi csapatban 1996-ig játszott. Közben az 1995-ös NHL-draft a Dallas Stars kiválasztotta a 8. kör 193. helyén. A National Hockey League-ben sosem játszott. 1996-ban 9 mérkőzést játszott a Lada Togliattiban is. Végül 1997-ben a Torpedo Jaroszlavlból vonult vissza.